# Ehrengard
Ehrengard és una pel·lícula dramàtica italiana de 1982 dirigida per Emidio Greco. Es basa en la novel·la homònima escrita per Karen Blixen.Fou estrenada a la 39a Mostra Internacional de Cinema de Venècia. No obstant això, degut a la fallida dels productors, no es va estrenar als cinemes fins al 2002.

## Sinopsi
En un principat europeu de principis del segle xix poc concretat i una mica d'opereta, la gran duquessa, preocupada perquè el seu únic fill, Lotario, no sembla voler casar-se, confia a al seu amic el pintor Cazotte, que és un faldiller incorregible, i que aconsella separar ambdós. En aquest punt es desencadena un remolí de seduccions que recorda, també gràcies a l'elegant fotografia i la música, una forma sonata de capgiraments. Lotario es casa però la seva dona l'espera des d'abans del casament i Cazotte vol seduir la seva criada, la verge Ehrengard, que aconsegueix plantar-li cara i el fa semblar ridícul.

## Repartiment
- Jean Pierre Cassel: Cazotte
- Audrey Matson: Ehrengard
- Lea Padovani: Gran duquessa
- Christian Borromeo: Lotario
- Alessandro Haber: Matthias
- Caterina Boratto: Comtessa von Gassner